# Dzsiraija

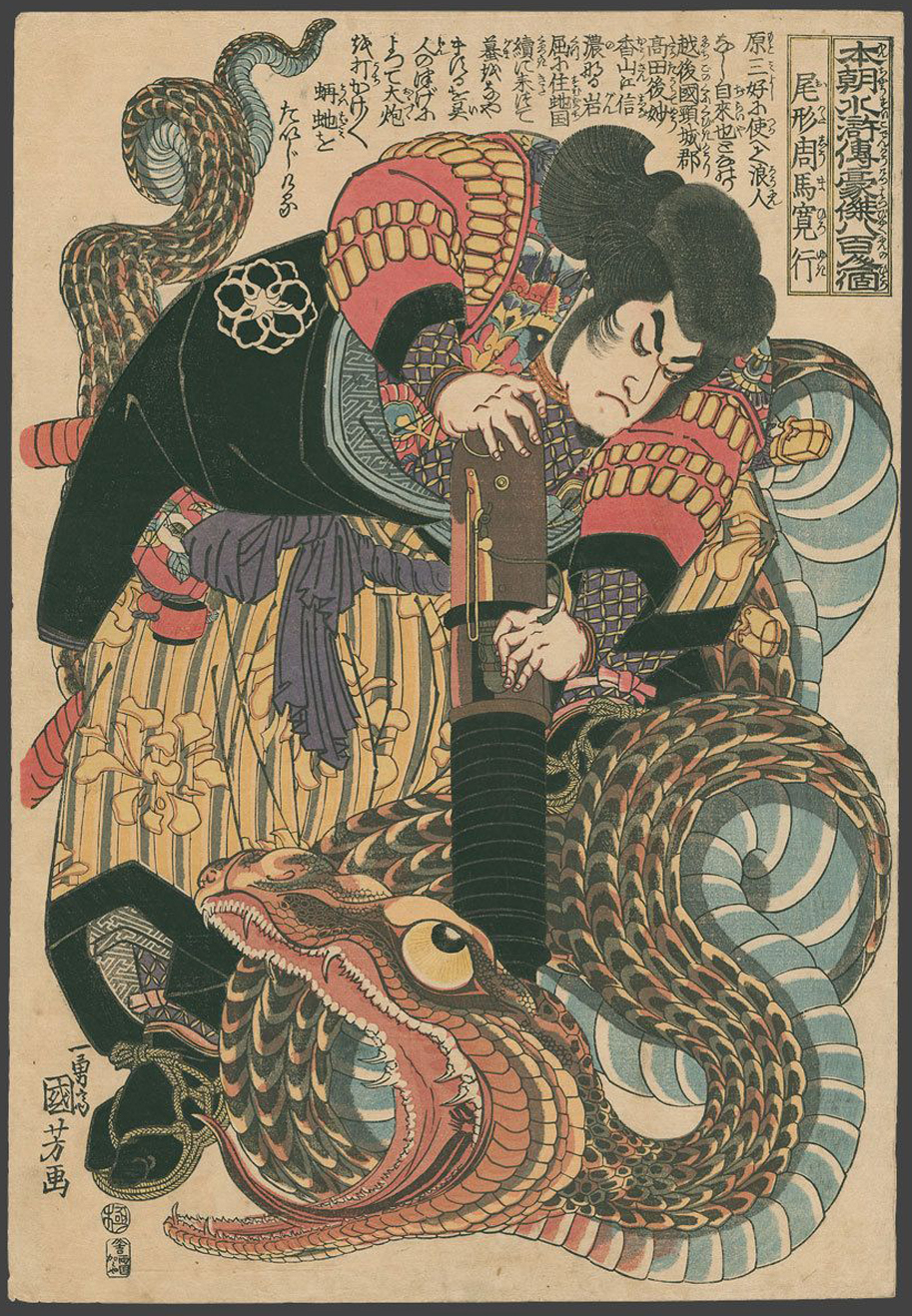
A varangyokra vadászó kígyóval megküzdő Dzsiraija

Dzsiraija (自来也 vagy 児雷也, nyugaton Jiraiya) a japán Edo-korszak végén megjelent olvasókönyvekben feltűnő kitalált szereplő, tolvaj vagy nindzsa. Régen a kabukiban is feltűnt, manapság a mangákra és a számítógépes játékokra is nagy hatással van.

## A tolvaj
A tolvaj Dzsiraija (自来也) először Kanvatei Onitake Dzsiraija monogatari (自来也説話, Dzsiraija története) című olvasókönyvében tűnt fel, 1806-ban. Egy lovagias rabló, aki valójában Mijosi házának róninja. Ismeri a fekete mágiát, és segítségével képes magát varanggyá változtatni. A történet szerint a szung-kori Kínában élt, házakba tört be, és a falon hagyta névjegyét: vare, kitarunari (我、来たるなり, ’Ahogy jöttem…’). Dzsiraija történetét kabukira és bunrakura is átdolgozták.

## A nindzsa
A nindzsa Dzsiraija (児雷也, ’fiatal mennydörgés’) a Dzsiraija gókecu monogatari (児雷也豪傑物語, A bátor Dzsiraija története) című japán népmese főhőse, egy nindzsa, aki varázslatával fel tudja venni egy hatalmas varangy alakját. A kjúsúi Dzsiraija-klán örököseként szerelembe esik Cunadével, a szépséges fiatal hercegnővel. Főellensége egykori követője, Orocsimaru. Dzsiraijához hasonlóan ők is bírnak varázserővel: Cunade csigává, Orocsimaru kígyóvá tud átváltozni.